# شهرستان کیتسان (مینه‌سوتا)
شهرستان کیتسان، مینه‌سوتا (به انگلیسی: Kittson County, Minnesota) شهرستانی در ایالات متحده آمریکا است که در مینه‌سوتا واقع شده‌است.